# Emmanuel Jean Pontgérard
Emmanuel Jean Pontgérard est un homme politique français né le 24 décembre 1794 à Rennes (Ille-et-Vilaine) et décédé le 19 février 1876 à Rennes.

## Biographie
Négociant en vins et maire de Rennes, il est député d'Ille-et-Vilaine de 1849 à 1853, siégeant à droite avec les monarchistes, puis dans la majorité dynastique soutenant le Second Empire. Il démissionne en 1853 pour devenir receveur général de l'Aveyron, puis de la Charente-Maritime.

## Sources
- « Emmanuel Jean Pontgérard », dans Adolphe Robert et Gaston Cougny, Dictionnaire des parlementaires français, Edgar Bourloton, 1889-1891 [détail de l’édition] [texte sur Sycomore]